# 10 Years of Noise and Confusion Tour
10 Years of Noise and Confusion Tour è un tour di concerti della band inglese Oasis, svoltosi dal 7 al 14 ottobre 2001. Il tour aveva come obiettivo la celebrazione del decennale della fondazione della band, avvenuta dieci anni prima, e si tenne in luoghi più piccoli rispetto a quelli più grandi dove la band si era esibita sino a quel momento nella sua ascesa verso la fama.
Durante il tour la band si è avvalsa di ospiti speciali: fu affiancata sul palco da Paul Weller durante le date di Londra e da Johnny Marr durante le date di Manchester e Glasgow.
La prima serata alla Barrowland Ballroom di Glasgow fu registrata e pubblicata come Oasis: 10 Years Of Noise Confusion su Sky Box Office. Fu trasmessa anche su diversi canali di video musicali nel corso degli anni prima di diventare disponibile su Apple TV e Paramount+ nel 2023.

## Date
| Data            | Paese       | Città      | Sede                   |
| --------------- | ----------- | ---------- | ---------------------- |
| 7 ottobre 2001  | Regno Unito | Londra     | Shepherd's Bush Empire |
| 8 ottobre 2001  | Regno Unito | Londra     | Shepherd's Bush Empire |
| 10 ottobre 2001 | Regno Unito | Manchester | Manchester Apollo      |
| 11 ottobre 2001 | Regno Unito | Manchester | Manchester Apollo      |
| 13 ottobre 2001 | Scozia      | Glasgow    | Barrowland Ballroom    |
| 14 ottobre 2001 | Scozia      | Glasgow    | Barrowland Ballroom    |

## Scaletta
Questa scaletta è rappresentativa della performance del 10 ottobre 2001 al Manchester Apollo di Manchester. Non rappresenta la scaletta di tutti i concerti per tutta la durata del tour.
1. Fuckin' in the Bushes
2. Go Let It Out
3. Columbia
4. Morning Glory
5. Acquiesce
6. Supersonic
7. Fade Away
8. The Hindu Times
9. Half The World Away
10. Whatever
11. The Masterplan
12. Gas Panic!
13. Cigarettes & Alcohol
14. Live Forever
15. Hung In A Bad Place
16. Slide Away
17. She's Electric
18. Champagne Supernova
19. Rock 'n' Roll Star
20. Don't Look Back in Anger
21. I Am the Walrus
22. Roll with It

Altre canzoni eseguite:
1. One Way Road